# Valacloche
Valacloche (aragónul Valacroch) község Spanyolországban, Teruel tartományban. Valacloche Camarena de la Sierra, Cascante del Río és Cubla községekkel határos. Lakosainak száma 32 fő (2024).

## Népesség
A település népessége az utóbbi években az alábbiak szerint változott:
| Lakosok száma | 20   | 23   | 24   | 33   | 28   | 23   | 23   | 22   | 26   | 32   |
|               | 2001 | 2004 | 2007 | 2009 | 2012 | 2014 | 2017 | 2019 | 2022 | 2024 |